# Antonín Vodička
Antonín Vodička (Prága, 1907. március 1. – 1975. augusztus 9.), csehszlovák válogatott labdarúgó.
A csehszlovák válogatott tagjaként részt vett az 1934-es világbajnokságon.

## Sikerei, díjai
Slavia Praha
- Csehszlovák bajnok (7): 1928–29, 1929–30, 1930–31, 1932–33, 1933–34, 1934–35, 1936–37
- Közép-európai kupa győztes (1): 1938

Csehszlovákia
- Világbajnoki döntős (1): 1934